# Сапалпа (Оклахома)
Сапалпа (енгл. Sapulpa) град је у америчкој савезној држави Оклахома.

## Демографија
По попису из 2010. године број становника је 20.544, што је 1.378 (7,2%) становника више него 2000. године.
| Група             | 2000.          | 2010.          |
| Белци             | 15.330 (80,0%) | 15.571 (75,8%) |
| Афроамериканци    | 719 (3,8%)     | 623 (3,0%)     |
| Азијати           | 77 (0,4%)      | 117 (0,6%)     |
| Хиспаноамериканци | 470 (2,5%)     | 845 (4,1%)     |
| Укупно            | 19.166         | 20.544         |